# Orel indický
Orel indický (Clanga hastata) je druh jestřábovitého ptáka z orientální oblasti.

## Systematika
Za popisnou autoritu orla indického je považován francouzský přírodovědec René Lesson, jenž jej roku 1831 popsal pod vědeckým jménem Morphnus hastatus. Historicky byl tento druh klasifikován jakožto poddruh orla křiklavého (Clanga pomarina), přičemž tento přístup začal v první čtvrtině 20. století zastávat Ernst Hartert a následně jej převzali i další ornitologové. Orel křiklavý však hnízdí ve východní a střední Evropě a na Středním východě, oddělení na dva samostatné druhy tak podporovala již klasická mayrovská definice druhu založená na vzájemné (reprodukční) izolaci. Na začátku 21. století oddělení obou druhů podpořila jak srovnávací analýza rozdílů v morfologii, opeření, chování, velikosti snůšky atd., tak data založená na mtDNA.
Orel indický, křiklavý a ještě orel volavý (Clanga clanga) utvářejí rod Clanga, jehož zástupci byli do roku 2012 klasifikováni v rámci širšího rodu Aquila.

## Popis
Orel indický představuje středně velký druh orla s délkou těla asi 65 cm. Jde o statného dravce s krátkými širokými křídly, relativně krátkým ocasem a relativně velkou hlavou. Opeření se na celém těle pohybuje v hnědých odstínech, místy je světlejší. V porovnání s orlem křiklavým má orel indický delší křídla, delší končetiny a větší zobák, dospívající zvířata postrádají světlou skvrnu na zátylku. Podrobné rozdíly mezi oběma druhy, včetně rozteče zobáku a lebečních struktur, shrnuli Parry, Clark & Prakash, 2002. Velmi podobný je tento druh orlu volavému. Užitečným rozlišovacím znakem může být i přítomnost kulatých nozder, jež orla indického mj. odlišují od orla volavého.

## Ekologie a chování
Orel indický se přirozeně vyskytuje zejména v nížinatých oblastech Indického subkontinentu, a to do asi 1 000 metrů nad mořem. Historicky se možná vyskytoval i ve vzdálenějších oblastech jihovýchodní Asie, jako je Zadní Indie, odkud jej však v takovém případě zřejmě vytlačila ztráta biotopů. Výskyt mimo Indický subkontinent byl však potvrzen i v relativně nedávné době, například od roku 2009 v severní Kambodži, kde může existovat cenná hnízdní populace. Identifikaci orla indického v terénu však komplikuje jeho podobnost s orlem volavým, jenž mj. do Kambodže zalétá.
Orel indický je relativně špatně známý druh. Živí se zejména pozemními savci, které uchvacuje na otevřených prostranstvích blízko lesních porostů. Loví však i žáby nebo ptáky. Žáby mohou tvořit dominantní podíl jídelníčku mláďat, snad protože jsou měkké a během období dešťů hojné. Orli hnízdí na samostatně stojících stromech, kde si budují hnízdo z klacků. Na základě studie v indickém Belagávi se na shánění stavebního materiálů podílí z dominantní míry samec. Dva zdejší páry snesly vejce 10., resp. 18. dubna a inkubační doba trvala 38–42 dnů (období rozmnožování je synchronizováno s monzunovými dešti). Samec své partnerce přinášel potravu zejména v ranních až dopoledních hodinách, zřídka také pozdě večer. Samice začala opouštět hnízdo, až když mláďata dosáhla věku asi 4 týdnů. Autoři studie měli možnost pozorovat úspěšný odchov pouze jediného mláděte, které z hnízda vylétlo po půlce července. Pozdější studie ve stejné oblasti prokázala možné polygynní hnízdní uspořádání, které je mezi dravci neobvyklé.

## Ohrožení
Orel indický je relativně vzácný dravý pták s nízkou populační hustotou. Mezinárodní svaz ochrany přírody (IUCN) ve svém vyhodnocení stavu ohrožení z roku 2016 považuje tento druh (částečně preventivně) za zranitelný, přičemž celková velikost populace podle odhadů IUCN nepřesahuje 10 000 dospělců. Za hlavní hrozbu pokládá IUCN přeměny a narušení zalesněných biotopů.